# Неплатоспроможність
Неплатоспромо́жність — нездатність виконувати фінансові зобов'язання у призначений термін за умов звичайної діяльності компанії.
Існує два виходи зі становища неплатоспроможності:
- Санація
- Банкрутство

Протилежне — платоспроможність.